# Dirk T'Seyen
Dirk T'Seyen (14 december 1962 – 4 mei 2015) was een Belgisch deejay en producer.

## Biografie
T'Seyen was deejay in zijn jeugd. In 1996 richtte hij met drie vrienden Natural Born Deejays op. In 1996 en 1997 had de groep enkele hits. Zelf schreef hij A Good Day en Sonar Contact. Op 4 mei 2015 is hij thuis overleden.